# Heliogabalus
Heliogabalus či Elagabalus, původním jménem Varius Avitus Bassianus, jako císař Marcus Aurelius Antoninus (204 patrně Řím – 11. března 222 Řím), byl římský císař ze severovské dynastie panující od 16. května 218 až do svého zavraždění v březnu 222. Přezdívka Heliogabalus / Elagabalus vznikla latinizací jména syrského boha Élá-gabála, jehož byl tento panovník vrchním knězem.
Heliogabalovo jméno se stalo pro současníky i potomky symbolem dekadence a úpadku římských mravů, popř. důkazem postupující „orientalizace“ římské společnosti. Velkou část těchto zjednodušených soudů moderní bádání již delší dobu odmítá a většina autorů se snaží o mnohem diferencovanější pohled. Složitý konflikt mezi konzervativním hodnotovým světem Římanů a syrskou náboženskou tradicí, který mladý panovník ztělesňoval, poznamenal zásadně jeho vládu i vystupování. Heliogabalus ztroskotal především na malé ochotě ke kompromisům a na nepochopení, co s sebou císařská důstojnost přináší; přesto se dynastie, k níž náležel, udržela u moci i po jeho násilné smrti.

## Původ
Heliogabalus byl z matčiny i z otcovy strany syrského původu. Jeho otec Sextus Varius Marcellus, římský jezdec z města Apameie v provincii Syria, působil za Septimia Severa v různých správních funkcích v Římě a udělal zde rychlou kariéru. Za Caracally ho přijali do římského senátu a pověřili významnými úřady. Nakonec se stal místodržitelem provincie Numidia v severní Africe, v kteréžto funkci také roku 217 zemřel.
Heliogabalova matka Iulie Soaemias, starší dcera Iulie Maesy, sestry císařovny Iulie Domny, pocházela z kněžského rodu v syrském městě Emesa, regionálně velmi významného. Heliogabalus tedy nebyl přímým potomkem Septimia Severa, zakladatele dynastie, nýbrž jen vnukem jeho švagrové. Ani toto vzdálené příbuzenství se ale nedalo brát na lehkou váhu, neboť Severovi synové neměli mužské dědice.

## Proklamace za císaře

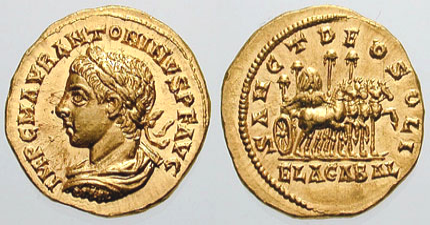
Heliogabalův aureus:
Nápis na aversu: IMP C M AVR ANTONINVS P F AVG,
Nápis na reversu: SANCT DEO SOLI ELAGABAL (Svatému slunečnímu bohu Élá-gabálovi)

Dne 8. dubna 217 byl vojáky velmi oblíbený císař Caracalla zavražděn při komplotu, který patrně zorganizoval prefekt Macrinus, jeden ze dvou velitelů pretoriánské gardy. Macrinus se prohlásil novým císařem a nařídil Iulii Maese, aby se z Říma odebrala do rodného města Emesa, což se prakticky rovnalo vyhnanství. Spolu s ní odešla i její dcera Iulie Soaemias a tehdy třináctiletý Heliogabalus, dosud vychovávaný v metropoli.
V Emese převzal Heliogabalus podle rodové tradice funkci kněze boha Élá-gabála, kterou zastával až do své smrti. Údajně na všechny v jeho okolí již tehdy působila jeho mimořádná tělesná krása, jíž náboženský úřad dodával i patřičný důraz. Iulie Maesa zatím využívala veškerého svého vlivu v oblasti, aby podkopala Macrinovu pozici a získala na svou stranu místní vojenské jednotky. Jejím záměrem bylo získat hodnost císaře pro Heliogabala, jehož vydávala za nemanželského syna císaře Caracally. Vojáci 3. galské legie, nespokojení s Macrinovou úspornou finanční politikou (která jim nezajišťovala mimořádné odměny), se nechali nakonec strhnout a 16. května 218 provolali Heliogabala císařem. Macrinova snaha uzurpaci potlačit ztroskotala při střetnutí u Antiochie, kde ho stihla porážka; sám zahynul na útěku. Zhruba čtrnáctiletý Heliogabalus dosáhl nyní lehce všeobecného uznání v říši.

## Vláda

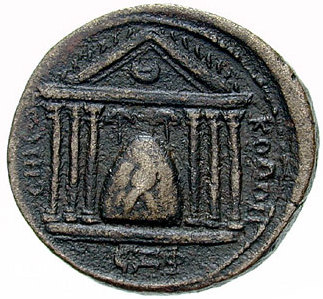
Baetylus, Heliogabalův posvátný kámen.

Po svém vítězství v občanské válce se Heliogabalus vydal na cestu do Říma, kam dorazil teprve v létě roku 219. Vzhledem k jeho věku převzala Iulie Maesa fakticky funkci regentky. Velké obtíže však od počátku působila císařova tendence oslavovat svého oficiálního otce Caracallu, který byl senátorskou aristokracií nenáviděn. Senát kdysi Caracallovu smrt zcela nepokrytě přivítal a jeho údajného syna i z tohoto důvodu nejprve vyhlásil za veřejného nepřítele; šlo tedy o zbytečně nediplomatické chování.
Nový panovník nebyl nicméně ochoten akceptovat mínění senátu ani zájmy a zvyklosti vedoucích římských kruhů – místo toho necitlivě prosazoval syrské obyčeje, ačkoli sám vyrostl v Římě. Oblékal se do orientálního kněžského oděvu místo do tógy, což pobuřovalo veřejnost. V roce 219 se oženil s urozenou Římankou Iulií Cornelií Paulou, ale již v příštím roce ji zase zapudil. Pak si vzal za ženu vestálku Iulii Aquilii Severu, krok, který se rovnal provokaci; za to byl ve městě obvykle trest smrti. Na naléhání babičky vestálku v roce 221 opustil a oženil se s Annií Faustinou, již koncem roku se však vrátil k Iulii Aquilii Seveře.
Hotové pozdvižení způsobilo protežování vozataje jménem Hieroklés, někdejšího otroka z Kárie, s nímž císař udržoval sexuální styky, a chtěl mu prý dokonce udělit titul caesara. Nejpozději v okamžiku, kdy se k tomu přidala i snaha učinit z Élá-gabála hlavní říšské božstvo, začalo Heliogabalovo počínání ohrožovat postavení celé dynastie. Zasáhla tedy Iulia Maesa a donutila císaře, aby adoptoval syna její druhé dcery, Iulie Mamaey, tj. svého vlastního bratrance – ten byl jako Alexander Severus 26. června 221 ustanoven caesarem a de facto designován za následníka.
Tento krok chápal Heliogabalus jako ohrožení vlastních pozic, neboť Alexander byl oblíben u veřejnosti i u vojska. Pokoušel se marně svého spoluvládce sesadit, popř. zavraždit, krize se postupně vyhrocovala. Heliogabalova situace se stala beznadějnou ve chvíli, kdy ztratil oporu v armádě. Dne 11. března 222 se vojáci vzbouřili, zabili císaře i s Iulií Soaemias a jeho tělo hodili do Tibery. Senát nato vyhlásil nad mrtvým damnatio memoriae a uznal za nového vládce Alexandra. Tím se podařilo zajistit kontinuitu dynastie.
Zásadní vnitropolitická či zahraničněpolitická rozhodnutí Heliogabalus neučinil. Nejdůležitějšími událostmi jeho krátké vlády se tak staly dvě vzpoury v Sýrii, které byly v zárodku potlačeny.